# Леграндит
Леграндит — рідкісний мінерал, арсенат цинку, з хімічною формулою Zn2(AsO4)(OH)·(H2O).
Це незвичайний вторинний мінерал в окисненій зоні цинкових родовищ, що містять миш'як. Рідко зустрічається в гранітних пегматитах.
Асоціюється з такими мінералами, як: адаміт, парадаміт, кеттигіт, скородит, смітсоніт, лейтеїт, реньєрит, фармакосидерит, аурихальцит, сидерит, ґетит і пірит.
Про прояви леграндиту повідомляється з копальні Tsumeb, Намібія; копальні Ojuela в Дуранго, Мексика, і в Стерлінг Гілл, Нью-Джерсі, США.
Вперше мінерал було описано в 1934 році у копальні Flor de Peña, Нуево-Леон, Мексика, і названо на честь Луї К. А. Леграна, бельгійського гірничого інженера.